# 鏈黴菌醇
鏈黴菌醇（英語：streptol，或称为井岡霉烯醇）是一個含七個碳的不饱和六元環醇，化学式C7H12O5，結構上与井冈霉烯胺類似，存在于林肯鏈黴菌（Streptomyces lincolnensis）中。